# Novedades (álbum de Dos Minutos)
Novedades es el primer disco en vivo oficial y el quinto álbum de la banda. Grabado en el Estadio Obras en 1995 pero editado en 1999. Este disco se caracteriza por captar la esencia y la energía de la banda en vivo.
En este show también se pueden rescatar pequeños “tributos” a su barrio, como una murga en vivo que acompañó a la banda.

## Lista de temas
- «14 Botellas»
- «Vos no confiaste»
- «Todo lo miro»
- «Novedades»
- «Amor suicida»
- «Ya no sos igual»
- «Canción de amor»
- «Copetín al paso»
- «Odio laburar»
- «Piñas van, piñas vienen»
- «Tema de Adrián»
- «Valentín Alsina»
- «Otra mujer»
- «Pelea callejera»
- «Vago»
- «Otra vez (la casa de Juan)»
- «El mejor recuerdo»
- «Borracho y agresivo»
- «Qué mala suerte»
- «Laburantes»
- «Q.E.P.D.»
- «Arrebato»
- «Como caramelo de limón»
- «Mosca de bar»
- «Ataque»
- «Barricada»
- «Demasiado tarde (la marcha)»
- «Domingos»
- «Improvisación»
- «El se va»
- «Murga final / 2 minutos un sentimiento»